# 海洋卫星
海洋卫星（Ocean satellite）是主要用于为海岸带资源开发、海洋生物和资源的开发利用、海洋水色色素的探测、海洋污染监测与防治、海洋科学研究等领域服务的一种中等高度、长寿命和中等分辨率的人造地球卫星，一般是指地球资源卫星。